# Толга (Норвегия)
Толга (норв. Tolga) — коммуна в губернии Хедмарк в Норвегии. Административный центр коммуны — город Толга. Официальный язык коммуны — нейтральный. Население коммуны на 2007 год составляло 1697 чел. Площадь коммуны Толга — 1122,64 км², код-идентификатор — 0436.

## История населения коммуны
Население коммуны за последние 60 лет.